# 点军区
点军区是中国湖北省宜昌市所辖的一个市辖区。总面积为533平方公里，常住人口为10.16万人。区人民政府駐江南路161号。

## 行政区划
点军区下辖1个街道办事处、2个镇、2个乡：
点军街道、艾家镇、桥边镇、联棚乡和土城乡。

## 人口民族
根据2020年的人口普查数据，截至2020年11月1日，点军区常住人口为101649人。

## 著名景点
- 车溪民俗风景区
- 磨基山森林公园
- 袁裕校家庭博物馆
- 三峡鸣翠谷旅游度假风景区
- 楠木溪水库
- 宜昌海底世界
- 宜昌奥体中心体育（建设中）

## 辖区教育
小学：
- 点军小学
- 联棚小学
- 紫阳小学
- 五龙小学（建设中）
- 温州商会石堰光彩小学

初中：
- 宜昌市第二十七中
- 宜昌博文国际学校

高中：
- 宜昌市第一中学
- 宜昌市外国语高中

其他：
- 宜昌市老年大学
- 湖北天海特殊教育中等职业学校（建设中）

## 历史沿革
- 1986年12月13日，国务院批准（国函[1996]188号）：设立宜昌市西陵区、伍家岗区、点军区。
- 2000年，点军区辖1个街道、2个乡：朱市街道、点军乡、联棚乡。　根据第五次人口普查数据：全区总人口48612人，其中朱市街街道13711人、点军乡21656人、联棚乡13245人。
- 2001年3月22日，国务院批准（国函[2001]28号）：将原宜昌县的土城乡、桥边镇、艾家镇划归宜昌市点军区管辖。
- 2002年，为适应三峡工程建设的需要，促进宜昌城市建设与发展，点军区撤销点军乡、设立点军街道办事处。